# Berolina (Schiff, 1987)
Die Berolina ist ein Fahrgastschiff in Berlin.

## Geschichte
Die Berolina wurde bei der damals volkseigenen Yachtwerft Berlin in Köpenick gebaut. Sie ist eine Weiterentwicklung der Raubvogel-Klasse der BiFa-Schiffe Typ III. Im Vergleich zu den Vorgängerschiffen ist sie etwas länger und besitzt eine Fensterreihe von acht statt sechs Fenstern im hinteren Decksalon.
Ab 1987 wurde die erste verlängerte Variante der Typ-III-Schiffe an die „Weisse Flotte Berlin“ ausgeliefert. Die Berolina sollte zur 750-Jahr-Feier der Stadt in Fahrt gebracht werden. Seit 1991 gehört das Schiff zur Flotte der Stern und Kreisschiffahrt. Im Jahr 2009 wurde das Schiff modernisiert, die Fahrgasträume renoviert, die Kombüse und die Sanitäranlagen modernisiert. Es erhielt eine neue Antriebsanlage vom Typ Volvo Penta D7CTA mit einer Leistung von 195 kW. Die Hilfsdieselanlage zur Bordstromerzeugung wurde durch einen Deutz BF 4M 2012 ersetzt. Im Jahr 2011 erhielt das Tagesausflugsschiff eine neue Kühlanlage und eine variable Möblierung des Hauptsalons. Durch Überbauung des Maschinenraums im Heckbereich wurde das Sonnendeck erweitert und Platz für mehr Fahrgäste auf dem Oberdeck geschaffen. Damit wurde es besonders für den Einsatz im Innenstadtbereich von Berlin auf der Spree zwischen der Mühlendammschleuse und der Lutherbrücke lukrativ, also für den Einsatz auf der Kurzstrecke im Regierungsviertel.
Neben der Fahrgastschifffahrt nach Fahrplan in Berlin wurde die Berolina auch für Fahrten nach Stettin genutzt. Für das Jahr 2000 gibt Dieter Schubert für dieses Schiff der Stern und Kreisschiffahrt eine Höchstzahl von 156 Fahrgästen an, im Jahr 2007 hatte es aber nach Dieter und Helga Schubert eine Zulassung für die Beförderung von 200 Personen.

## Bilder

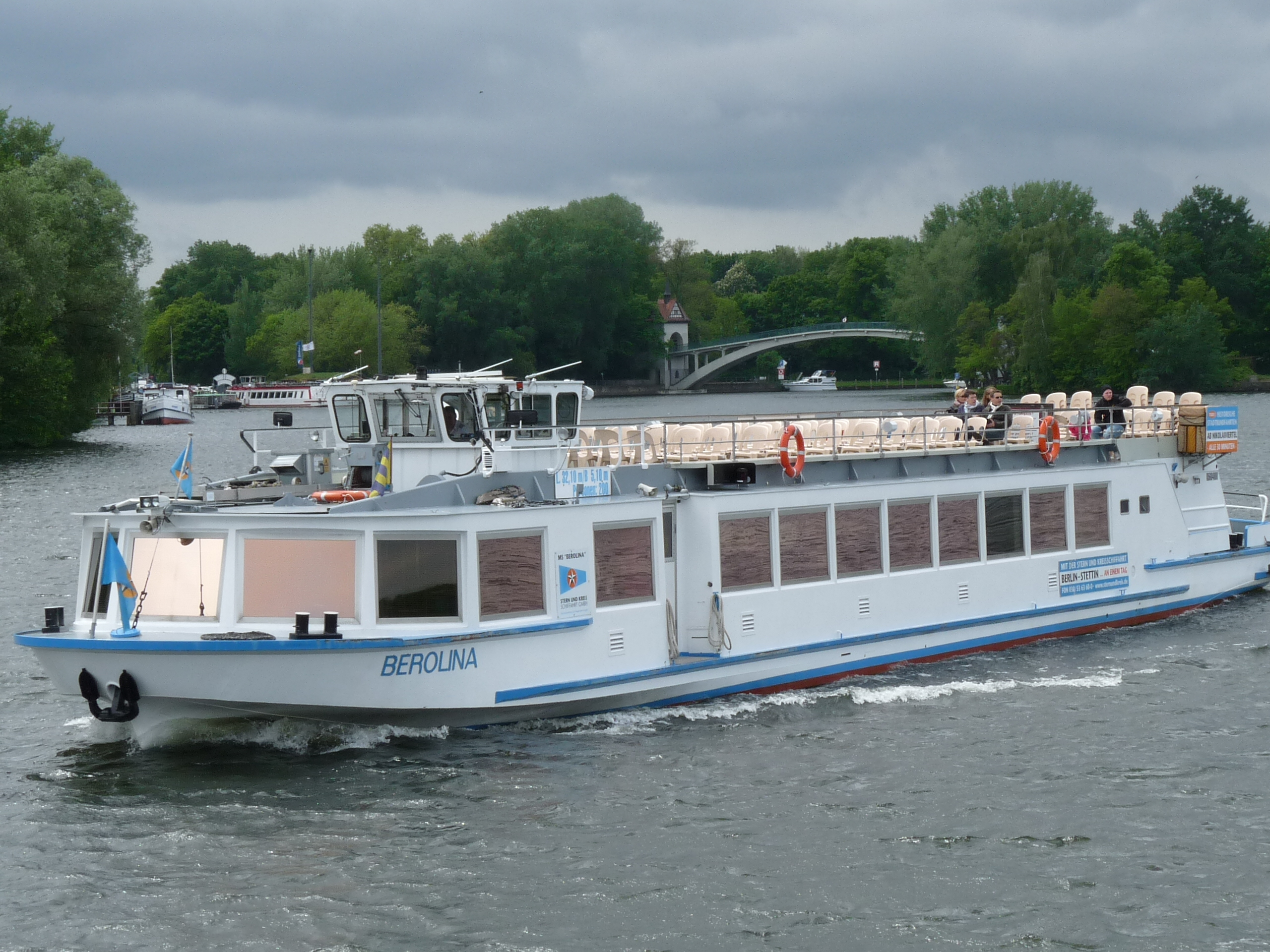
Berolina Mai 2015
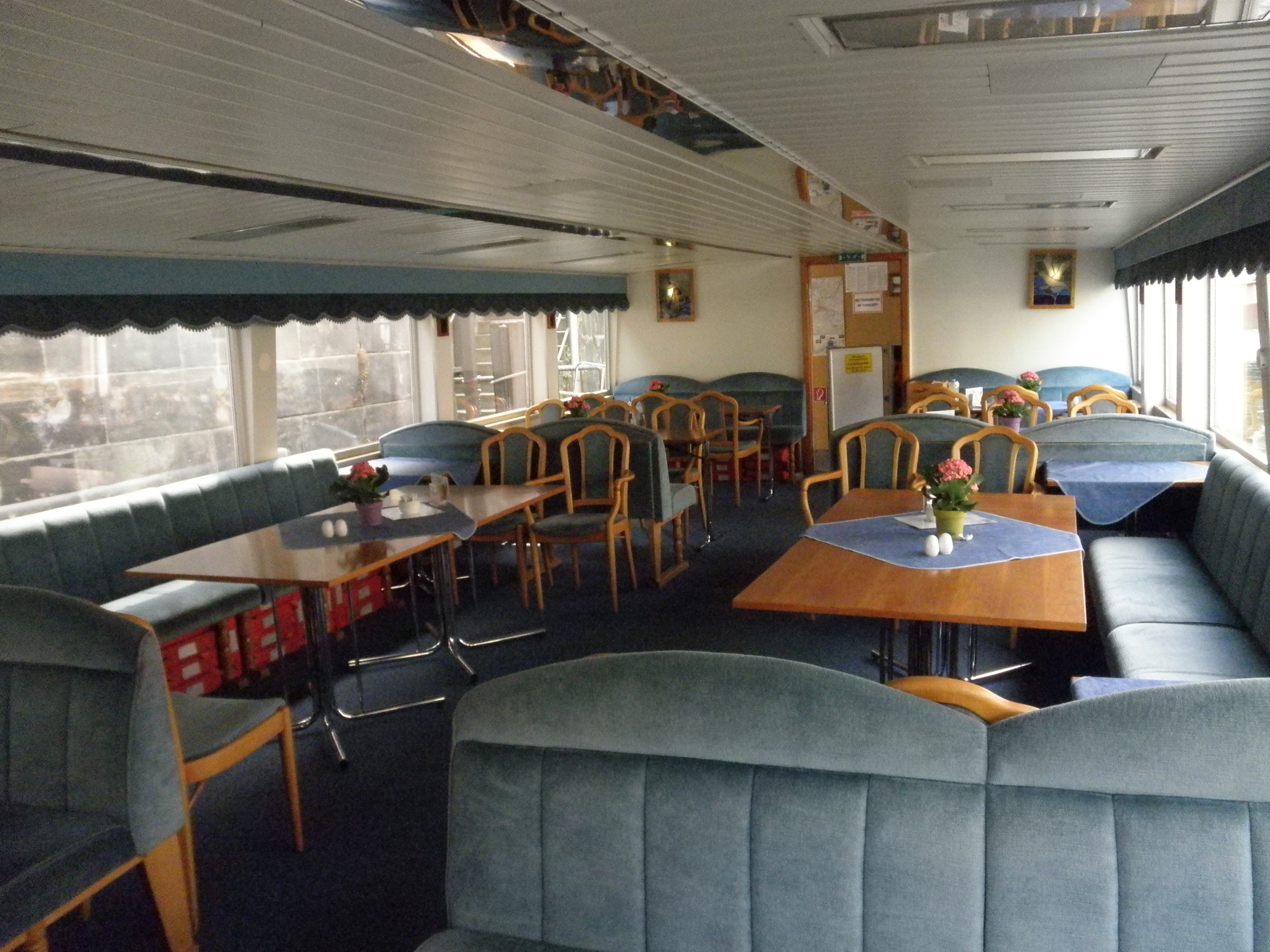
Großer Salon

## Namensgleiche Schiffe
Der Name Berolina wurde schon mehrmals an Fahrgastschiffe vergeben. Von 1955 bis 1971 hieß z. B. die spätere Neptun Berolina. Schon seit 1979 fährt in Berlin eine weitere Berolina.